# La Richesse du loup
Pour plus de détails, voir Fiche technique et Distribution.
La Richesse du loup est un film français réalisé par Damien Odoul et sorti en 2012.

## Fiche technique
- Titre : La Richesse du loup
- Réalisation : Damien Odoul
- Scénario : Marie-Ève Nadeau et Damien Odoul
- Photographie : Damien Odoul
- Son : Zaki Allal
- Montage : Marie-Ève Nadeau et Damien Odoul
- Musique : Damien Odoul
- Pays d'origine :  France
- Production : Damien Odoul Films - Wallpaper Productions - Film(S)
- Durée : 86 minutes
- Date de sortie : France - 7 juillet 2012

## Distribution
- Marie-Ève Nadeau : Marie
- Damien Odoul : Olaf
- Isabelle Lepage : l'amie
- Martin Laporte : l'enfant

## Sélections
- FIDMarseille 2012[1]
- Festival international du film de São Paulo 2012[2]